# Beli amur
Beli amur (znanstveno ime Ctenopharyngodon idella) je sladkovodna riba iz družine pravih krapovcev.

## Opis
Beli amur ima podolgovato, vretenasto oblikovano telo, ki je pokrito z velikimi, temno obrobljenimi luskami. Ima nadstojna usta in nizko nameščene oči. Po hrbtu je temno do črno zelene barve, boki pa so svetleje zelenkasti z zlatim odtenkom. Običajno zraste med 70 in 80 cm, pogosto pa lahko doseže celo do 120 cm v dolžino. Spolno dozori v drugem letu starosti, drst pa se prične, ko temperatura vode naraste na okoli 25 °C. Ikre samica odloži prosto v vodo, posamezna samica pa proizvede med 30.000 in 200.000 jajčec. Mladice se hranijo z zooplanktonom, odrasle ribe pa se hranijo izključno z vodnim rastlinjem. Po eni od študij naj bi te ribe živele povprečno 5-9 let, izjemoma pa celo do 11.

## Razširjenost in uporabnost
Vrsta je domordna v vzhodna Aziji, kjer poseljuje reke severnega Vietnama ter porečje reke Amur vse do meje med Sibirijo in Kitajsko. Vrsto so v Združene države Amerike prinesli leta 1963, da bi na naraven način preprečili razraščanje vodnega rastlinja v stoječih vodah. Na Novo Zelandijo pa so ga prinesli skupaj z zlatimi ribicami.
V ZDA se je ponekod beli amur nekontrolirano razširil in tako postal invazivna vrsta, ponekod pa ga še vedno vlagajo v vodotoke za preprečevanje zaraščanja z ostalimi invazivnimi vrstami vodnega rastlinja.
Na Nizozemsko so belega amurja prinesli leta 1973 iz podobnih razlogov kot v ZDA. Tam populacijo skrbno nadzira ministrstvo za kmetijstvo, naravo in kakovost hrane. Glede na to, da se beli amur začne drstiti v vodah z višjo temperaturo kot jo imajo vodotoki na Nizozemskem, se ta vrsta tam ne razmnožuje.